# Algoso, Campo de Víboras e Uva
Algoso, Campo de Víboras e Uva (llamada oficialmente União das Freguesias de Algoso, Campo de Víboras e Uva) es una freguesia portuguesa del municipio de Vimioso, distrito de Braganza.

## Historia
Fue creada el 28 de enero de 2013 en aplicación de una resolución de la Asamblea de la República de Portugal promulgada el 16 de enero de 2013 con la unión de las freguesias de Algoso, Campo de Víboras y Uva, pasando su sede a estar situada en la antigua freguesia de Algoso.

## Demografía
| Gráfica de evolución demográfica de Algoso, Campo de Víboras e Uva entre 2011 y 2021 |
|                                                                                      |
| Datos según el nomenclátor publicado por el INE portugués.                           |